# Георг Гаффкі
Гео́рг Га́ффкі (нім. Georg Theodor August Gaffky; 17 лютого 1850, Ганновер — 23 вересня 1918, Ганновер) — німецький лікар і бактеріолог, доктор медицини (1875), професор.

## З біографії

### Ранні роки та освіта
Народився у місті Ганновер у сім'ї суднового агента Георга Фрідріха Вільгельма Гаффкі і його дружини Емми.
Після закінчення гімназії в Ганновері Георг вивчав медицину в Берлінському університеті Гумбольдта, отримав кваліфікацію лікаря в 1873 році, хоча на рік переривав заняття, взявши участь у французько-прусській війні 1870 року.

### Становлення Гаффкі як вченого
Медичні дослідження проводив спочатку у медико-хірургічній академії імені Вільгельма Фрідріха, захистив дисертацію на здобуття ступеня доктора медицини про зв'язок хронічного отруєння свинцем та ураження нирок у 1875 році[джерело?], одночасно працював асистентом у клініці Шаріте. Після цього служив військовим хірургом. У 1880 році разом з Фрідріхом Леффлером під головуванням Роберта Коха Георг взяв участь у створенні Імперського військового медичного офісу (нім. Kaiserliches Gesundheitsamt) в Берліні. 1881 року він отримав позитивні результати у відтворенні сепсису у тварин. Полемізуючи з Карлом фон Негелі, який вважав, що патогенні бактерії можуть у кінцевому підсумку виникати внаслідок мінливості раніше нешкідливих форм бактерій, Гаффкі стверджував, що ці патогенні бактерії є цілком специфічними і отримані тільки з тих форм, яким є вони самі.

### Роки наукових здобутків
У 1883-84 роках Георг Гаффкі взяв участь в експедиції до Єгипту та Індії для вивчення епідемії холери. Експедиція пройшла успішно, були одержані цінні наукові результати. Йому було доручено зробити документальний звіт про експедицію, що він успішно зробив.Саме тоді Роберт Кох остаточно визначив збудника холери, якого у 1854 році відкрив Філіппо Пачіні, і описав шляхи його передачі.
У 1885 році Роберт Кох прийняв кафедру гігієни в університеті Берліна і Гаффкі став його наступником на посту директора Імперського військового медичного офісу. У 1888 році Гаффкі призначили професором гігієни в Університеті Людвіга і взявся розбудовувати новий Гігієнічний інститут. У той час, як він був в Гіссені, 1892 року холера спалахнула в Гамбурзі й Гаффкі перервав свою роботу там для боротьбі з епідемією.
Німецька імперська комісія по інфекційних хворобах відправила його в 1897 році спочатку керівником урядової комісії для вивчення чуми в Індії, у травні до комісії приєднався Кох, який й очолив її. Надалі під головуванням Коха комісія вирішила багато питань епідеміології, ендемічності чуми. Гаффкі підтвердив бактеріологічно роль у виникненні чуми тих збудників, яких раніше знайшли Александр Жан Еміль Єрсен та Кітасато Сібасабуро.
У 1904 році за порадою Коха Гаффкі замінив його на посаді директора Інституту інфекційних хвороб (з 1912 року — Інститут імені Роберта Коха) в Берліні. Гаффкі проявив себе здатним адміністратором і під його керівництвом інститут був розширений за рахунок поділу на відділи для тропічних хвороб, сказу та протозоології. Георг Гаффкі також був соредактором часопису інфекційних хвороб та гігієни (нім. Zeitschrift für Hygiene und Infektionskrankheiten).

### Останні роки життя
У 1913 році Гаффкі вийшов у почесну відставку, оселився у своєму рідному Гановері. Але з початком Першої світової війни був покликаний владою радником з гігієни та громадського здоров'я. Георг Гаффкі помер незадовго до того, як війна закінчилася — 23 вересня 1918 року.

## Наукові здобутки
1884 року Георг Гаффкі вперше в світі виділив у чистій культурі збудника черевного тифу в 24 з 26 хворих на це захворювання, тим самим підтвердивши знахідку збудника у померлих від хвороби, яку зробив Карл Йозеф Еберт. Гаффкі зміг виділити цього збудника на твердому поживному середовищі — на желатині, на поверхні вареної картоплі, в затверділій сироватці крові овець, так і в бульйоні. Певний час збудника називали «паличкою Еберта-Гаффкі». 
Георг Гаффкі також проводив ґрунтовні дослідження збудника ботулізму, сапа, дифтерії, разом з Леффлером довів ефективність парової дезінфекції. 1884 ж року запропонував класифікацію легеневого туберкульозу, відому як шкала Гаффкі (англ. Gaffky's scale)
На його честь було названо рід бактерій Gaffkya, види якого на сьогодні включають до роду Aerococcus, вид бактерій, виділених від омарів — Gaffkya homari, рід бактерій Gaffkya tetragena, який включено до родини Micrococcaceae.